# منتخب فرنسا تحت 20 سنة لكرة القدم
منتخب فرنسا تحت 20 سنة لكرة القدم هو الممثل الرسمي لفرنسا في بطولات كرة القدم تحت 20 سنة، ويشرف عليه الاتحاد الفرنسي لكرة القدم.

## وصلات خارجية
- الموقع الرسمي (بالفرنسية)